# Ginevra Taddeucci
Ginevra Taddeucci (Florencia, 3 de mayo de 1997) es una deportista italiana que compite en natación, en la modalidad de aguas abiertas.
Participó en los Juegos Olímpicos de París 2024, obteniendo una medalla de bronce en la prueba de 10 km.
Ganó seis medallas en el Campeonato Mundial de Natación entre los años 2022 y 2025, y siete medallas en el Campeonato Europeo de Natación entre los años 2022 y 2025.

## Palmarés internacional
| Juegos Olímpicos   | Juegos Olímpicos     | Juegos Olímpicos  | Juegos Olímpicos |
| Año                | Lugar                | Medalla           | Prueba           |
| ------------------ | -------------------- | ----------------- | ---------------- |
| 2024               | París (Francia)      | Medalla de bronce | 10 km            |
| Campeonato Mundial |                      |                   |                  |
| Año                | Lugar                | Medalla           | Prueba           |
| 2022               | Budapest (Hungría)   | Medalla de bronce | Equipo mixto     |
| 2023               | Fukuoka (Japón)      | Medalla de oro    | Equipo mixto     |
| 2025               | Singapur (Singapur)  | Medalla de plata  | 3 km eliminación |
| 2025               | Singapur (Singapur)  | Medalla de plata  | 5 km             |
| 2025               | Singapur (Singapur)  | Medalla de plata  | 10 km            |
| 2025               | Singapur (Singapur)  | Medalla de plata  | Equipo mixto     |
| Campeonato Europeo |                      |                   |                  |
| Año                | Lugar                | Medalla           | Prueba           |
| 2022               | Roma (Italia)        | Medalla de oro    | Equipo mixto     |
| 2022               | Roma (Italia)        | Medalla de plata  | 10 km            |
| 2024               | Belgrado (Serbia)    | Medalla de plata  | 5 km             |
| 2024               | Belgrado (Serbia)    | Medalla de plata  | Equipo mixto     |
| 2025               | Stari Grad (Croacia) | Medalla de oro    | 5 km             |
| 2025               | Stari Grad (Croacia) | Medalla de plata  | 10 km            |
| 2025               | Stari Grad (Croacia) | Medalla de plata  | Equipo mixto     |